# Slavonski Kobaš
Slavonski Kobaš is een plaats in de gemeente Oriovac in de Kroatische provincie Brod-Posavina. De plaats telt 1.303 inwoners (2001).